# Hestiasula nigrofemorata
Hestiasula nigrofemorata är en bönsyrseart som beskrevs av Werner 1930. Hestiasula nigrofemorata ingår i släktet Hestiasula och familjen Hymenopodidae. Inga underarter finns listade i Catalogue of Life.